# Могулеско, Зигмунд
Зи́гмунд (Зе́йлик) Могулеско (известен также как Зелик, или на немецкий лад Зелиг, и Зигмунт Могулеско; настоящие имя и фамилия Зейлик Могилевский; идиш זעליק מאָגולעסקאָ‎‎; 16 декабря 1858, Калараш, Оргеевский уезд, Бессарабская область — 4 февраля 1914, Нью-Йорк, США) — еврейский актёр-комик, артист оперетты, режиссёр, антрепренёр, композитор; один из зачинателей еврейского театра и один из самых знаменитых актёров за всю его историю. Известен также как основатель еврейской эстрадной музыки и первый профессиональный еврейский актёр Америки. Играл на идише.

## Биография

### Детство
Зигмунд Могулеско родился под именем Зейлик Могилевский в бессарабском местечке Калараш Оргеевского уезда (теперь районный центр Каларашского района Республики Молдова) в 1858 году. Его отец умер, когда мальчику было девять лет, и мать вторично вышла замуж за кантора. Зейлика же отдали на обучение к другому местному каларашскому кантору Йосефу (Йосл) Геллеру, в хоре которого он служил певчим на протяжении последующих трёх лет на полном содержании. Условия контракта предусматривали 5 рублей за первый год, 10 рублей за второй и 15 рублей за третий год обучения.
Музыкальные способности мальчика быстро привлекли к нему внимание, он настолько быстро освоил нотную грамоту, что в хоре получил прозвище «Зэйликл дэр нотнфрэсэр» (Зейлик — поедатель нот). Когда ему не было ещё и тринадцати лет, его заметил знаменитый кишинёвский кантор Нисн Белцер (Спивак, 1824—1906), Зейлик переехал в Кишинёв и поступил к нему певчим. К этому времени он остался без матери. Теперь его годовой заработок составлял 60 рублей (плюс 12 % от доходов хора) при типичном заработке синагогального певчего в 18 рублей в год.
Через некоторое время набиравшего известность певчего пригласил к себе кантор бухарестской Большой хоральной синагоги Купер, где он выступал уже солистом. Одновременно Могилевский начал брать уроки в бухарестской консерватории, а в 1874 году был ангажирован гастролировавшей в Бухаресте французской опереточной труппой, которая сделала несколько постановок на румынском языке. В труппе он познакомился со своими погодками, будущими актёрами Лазарем Цукерманом (1850—1922), Симхой Дынманом и Мозесом Вальдом, с которыми организовал собственный хор, гастролировавший по городам Румынии под названием «Corul Izraelit» (Еврейский хор). Вместе с хором подрабатывал на свадьбах и других торжествах, некоторое время выступая даже в православной церкви.

З. Могулеско в роли Файтл Лат-Лат (в одноимённой пьесе З. Либина)

### Начало театральной карьеры
Когда его голос начал меняться, Могилевский бросил музыку и два года работал ткачом. К 18 годам вернулся к кантору Куперу хормейстером и постепенно приобрёл известность своей небывалой способностью к имитации — голосом и пантомимой. Вместе с актёром Абой Шейнгольдом выступал на свадьбах в составе музыкального квартета. Весной 1877 года в Бухаресте гастролировала труппа основоположника современного еврейского театра Аврума Гольдфадена, организованная им за год до того в Яссах. Могилевский успешно прошёл прослушивание, настолько обратив на себя внимание Гольдфадена, что тот, основываясь на исполненной Могилевским сценке «Маменькин сынок», написал специально для молодого актёра впоследствии необычайно знаменитую оперетту «Шмендрик» (от героя которой это слово и стало вскоре нарицательным). Эта первая же роль Могилевского превратила его в центральную фигуру современного еврейского театра и по существу считается первой значительной ролью в его истории. Помимо «Шмендрика, или комической свадьбы» (Шмендрик, одэр ди комише хасэнэ, 1877), он был занят и в других водевилях Гольдфадена, среди них «Бабушка с внучкой» (Ди бобэ митн эйникл, роль внучки Удэлэ), «Интрига, или сплетница Двося» (Интригэ, одэр Двосе ди плётке-махерн, роль Двоси), уже тогда проявляя особенный интерес к комическим женским ролям. С труппой Гольдфадена он гастролировал в Галаце, играл на сцене Летнего театра в парке на Большой улице в Яссах, в знаменитой «Жигнице» (на улице Негру-Водэ) и в театре на Каля Вэкэрешть в еврейском квартале Бухареста, — центральных подмостках еврейского театра Румынии вплоть до Второй мировой войны. Первую трагическую роль молодой артист сыграл в пьесе «Необитаемый остров» Августа фон Коцебу, где его партнёром по сцене был Исрул (Срулик) Гроднер (1848—1887).

### Еврейский театр в России

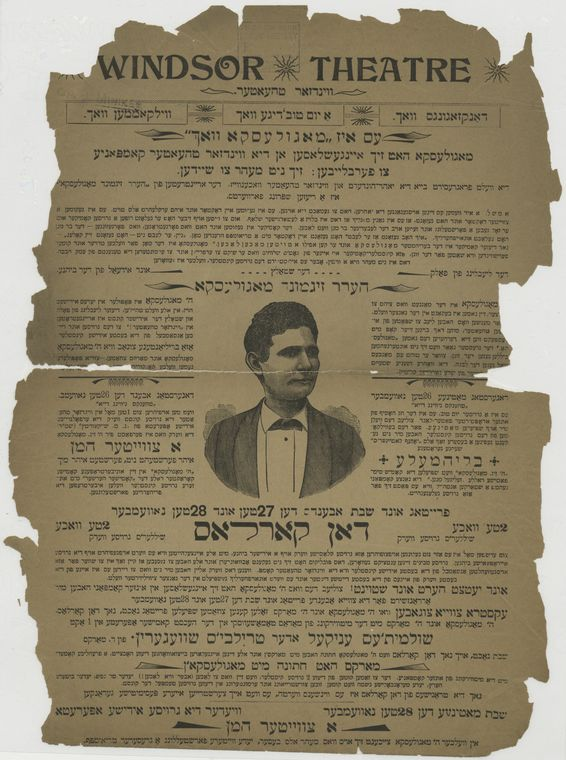
«Неделя Могулеско»: афиша-объявление о переходе Зигмунда Могулеско в труппу театра Виндзор с его портретом. Нью-Йорк, 1980-е гг.

Какое-то время Могилевский гастролировал с труппой Аврума Фишзона (Аврум-Олтер Фишзон, 1860—1922) в Румынии, пока Гроднер не организовал собственную труппу, в которую пригласил и Могилевского. Помимо Гроднера и Могилевского, в труппе играли Анетта Гроднер, Дувид Блюменталь, Яков (Янкл) Спиваковский (1852—1914) и другие известные актёры того времени. В 1879 году Могилевский поступил в труппу Н. Шайкевича (Шомера) в Кишинёве и уже здесь в афишах впервые появился актёрский псевдоним Зейлик Могулеско. А ещё через год, 27 марта 1880 года на сцене Мариинского театра в Одессе начались гастроли «труппы Зейлика Могулеско из Бухареста», которая в различных своих инкарнациях доминировала на одесской сцене на протяжении последующих трёх лет.
Могулеско выступал как в роли режиссёра-постановщика, так и ведущего актёра труппы. Труппа провела в Одессе весь театральный сезон 1880—1881 года, репертуар в основном составляли пьесы ясского драматурга Иосефа Латайнера «Одержимый бесом» (Дэр дыбэк, с которой театр дебютировал 27 марта), «Анчл-шистер» (Сапожник Аншл, адаптация оперетты Франца фон Зуппе «Проказы студентов»), «Ентэ Пипернутэр», «Польский богомолец», «Два Шмил-Шмелки» (Ди цвэй Шмил-Шмелкес), «Любовь Иерусалима» и другие. Выступал Могулеско и как куплетист.

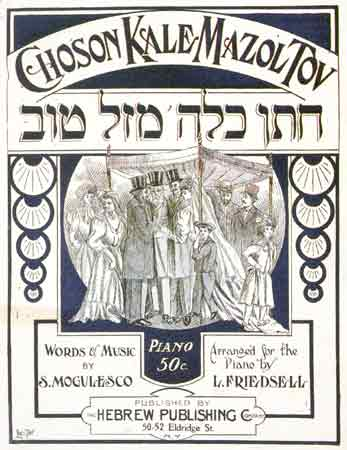
Ноты к песне «Поздравляем молодожёнов» (музыка и слова Могулеско) из спектакля «Молодожёны», 1909

Вслед за Одессой последовали длительные гастроли в Кишинёве, Николаеве и Полтаве. В конце октября того же 1881 года Могулеско вернулся в Одессу уже в составе «труппы Осипа Лернера», которая на поверку оказалась всё тем же исходным «товариществом еврейских артистов Зейлика Могулеско». Следующие два сезона (1881—1882 и 1882—1883 годов) труппа О. Лернера целиком провела в Одессе, в ней появились несколько новых актёров, среди них Хаим Тайх, Аба Шейнгольд, Мойше Зильберман и один из постоянных в будущем напарников Могулеско тоже бессарабец Мойше Финкель с женой актрисой Анеттой Шварц (Финкель). Хором поначалу управлял местный кантор Гиршнфельд (дед Исаака Дунаевского), который ранее работал у Гольдфадена. За годы в Одессе Могулеско приобрёл широкую популярность, в том числе и среди не владеющей еврейским языком публики, как мим, артист музыкальной комедии и оперетты; особенно удавались ему роли старух и женские роли вообще (кухарка Песя в «Ростовщике» Шайкевича, бобэ Яхнэ — баба Яга в «Колдунье» Гольдфадена, бобэ Ховэ — баба Ева в «Одержимом бесом» Латайнера, среди прочих).
Начав сезон 1881—1882 года в Мариинском театре — второй по величине театральной площадке города, труппа Лернера вскоре перебралась на сцену Театра ремесленников и промышленников, а «постный сезон» провела на сцене Большого театра Фаркатти. Репертуар этих лет составили всё тот же «Шмендрик» Гольдфадена и его же оперетты «Тодрес, дуй!», «Бранделе-козак» (Браночка-огонь), «Колдунья» (Ди кишефмахерн), «Суламифь» (Шуламис), «Немая невеста» (Ди штимэ калэ), «Фанатик» — вскоре превратившийся в знаменитые «Два Куни-Лемла» (Ди цвэй Куне-Лэмл(эх) — два простофили), «Подрядчик, или память Плевны» (Дэр подрячик, одэр дэр ундэнк фин Плевнэ), «Бар-Кохба, или последний час Сиона» (Могулеско в роли Папуса), а также «Ростовщик», «Каторжник» («Волк в овечьей шкуре») и «Еврейский пан» Н. М. Шайкевича (Шомера), «Раши» (Раше), «Приёмыш» и «Менахем, сын Израиля» (Менахем бен Исруэл) одесского драматурга Ш. И. Каценеленбогена (в адаптации Лернера), пьеса Осипа Лернера (1847—1907) «Клад», «Серкэлэ, или фальшивая тризна» Шлоймэ Эттингера (1800—1856) в адаптации Лернера, «Ревизор» Гоголя в адаптированном переводе Шайкевича (Могулеско в роли Хлестакова), и наконец пьеса самого Могулеско «Фальшивое чудо».
Сезон 1882—1883 года труппа вновь играла на сцене Мариинского театра и Большого театра Фаркатти (с кишинёвскими гастролями в феврале), с апреля 1883 года опять афишируемая как «труппа еврейских артистов под режиссёрством З. Могулеско». Летом того же года труппа уехала в Кишинёв, где её и застал запрет, наложенный на «еврейский театр на жаргоне» в России указом товарища (заместителя) министра внутренних дел генерал-лейтенанта Оржевского от 14 сентября 1883 года. Внятные причины запрета изложены не были, но просуществовал он с небольшим перерывом вплоть до Февральской революции 1917 года.

### Еврейский театр в Румынии

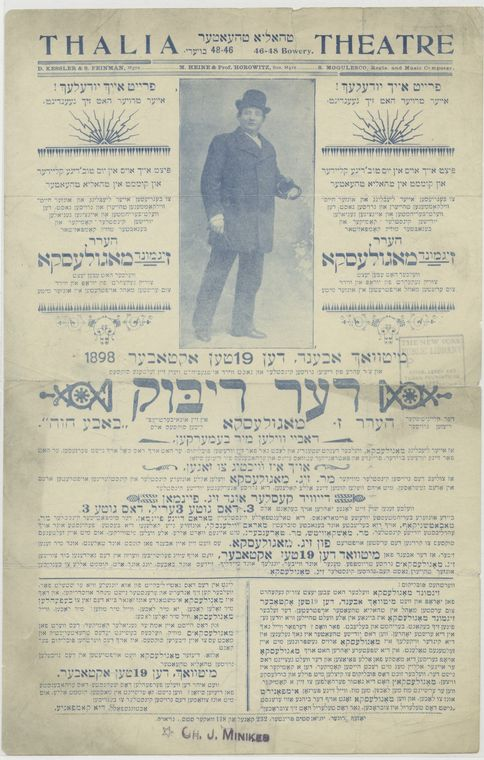
Афиша спектакля «Дэр дибэк» с Зигмундом Могулеско (на фотографии), Д. Кесслером и З. Файнманом. Театр Талия, 19 октября 1898 года

С запретом еврейского театра в России, большинство еврейских актёров перебрались в Румынию, где к тому времени имелась довольно многочисленная, говорящая на идише публика. Здесь Могулеско (вместе с компаньоном — артистом Мойше Финкелем) вновь организовал свою труппу на основе прибывших вместе с ним из Кишинёва начинающих актёров Дувида Кесслера, Зейлика Файнмана и совсем молодого Леона Бланка. Бухарестский театр Могулеско в «Жигнице» (со своим оркестром) превратил район в центр еврейской культурной жизни города. Большую часть репертуара составили водевили и оперетты; отдельные постановки осуществлялись и на румынском языке. В период разногласий со своим компаньоном Финкелем, Могулеско покинул труппу и провёл одно лето, выступая с эстрадными куплетами в летнем кабарэ вместе с наспех сформированным для этой цели квартетом. «Труппа Могулеско», без его участия, однако такого успеха уже не имела и вскоре они с Финкелем объединились вновь.
В 1886 году Могулеско посетил Нью-Йорк, где — как выяснилось — в ту пору ещё не было собственного еврейского театра, но была уже готовая к нему публика из числа недавних иммигрантов. Могулеско вернулся в Бухарест и меньше чем через год вновь появился в Нью-Йорке вместе с костяком бессарабцев — Файнманом (теперь Зигмундом Файнманом), Финкелем, Кесслером и Бланком. Здесь они тотчас воссоздали труппу Могулеско (теперь Зигмунда Могулеско) — первую профессиональную еврейскую труппу в Америке — и вскоре приобрели такую же популярность, какая сопутствовала им в Бухаресте.

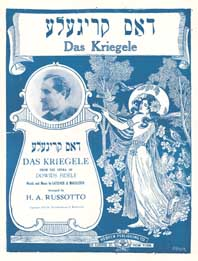
Композиция «Дос кригэлэ» (Кружечка) на музыку и слова Могулеско к спектаклю по пьесе И. Латайнера «Скрипка Давида», 1911

### Работа в Америке
Поначалу труппа Могулеско базировалась в Union Theater на нижнем Истсайде Манхэттена и к ней присоединился знаменитый в будущем, а тогда только приехавший из Лондона трагик, основатель театральной династии Яков Адлер (1855—1926). К 1889 году Могулеско основал там же, на нижнем Истсайде «Румынский Оперный Театр» (Roumanian Opera House), в основном ориентированный на музыкальную комедию и мелодраму. Вместе с тем, помимо оперетт Файнмана (таких как «Ханэлэ ди финишерн» — Ханочка-отделочница, или в русском переводе «Анна-Белошвейка», с Могулеско, Файнманом, Бертой Калиш и Дувидом Кесслером, 1899), Могулеско ставил и специально написанные для его театра музыкальные драмы И. Латайнера, как, например, четырёхактную историческую оперу «Юдифь и Олоферн» (Йеhудэс ун Олофернус), дебютировавшую 29 сентября 1890 года, и «Скрипку Давида» (Дувидс фидл, 1897), Залмена Либина (Исроэл Залмен Гурвиц, 1872—1955; комедия «Лат-лат»), «профессора Гурвица» (Мойше-Ицхок hаЛейви Гурвиц, 1844—1910) — «Тиса-Эслар, или заклятье» (Тиса-Эслар, одэр фаршвэлунг о кровавом навете 1882 года в венгерском селе Тисаэслар, теперь медье Сабольч-Сатмар-Берег), а также Нохым-Меер Шайкевича (Шомера, 1849—1905) — например, «Амман-второй, или комический властелин» (hомэн дэр цвэйтэр, одэр дэр комишер hэршер, 1896), для которых сам сочинял музыку. Под влиянием Могулеско и Адлера занялся драматургией и Яков Гордин (1853—1909). Могулеско сыграл в поставленных Кесслером в театре Thalia пьесах Гордина «Сафо» (1899, с Бертой Калиш, Диной Файнман и Кесслером) и «Неизвестный» (Дэр умбакантэр, с Леоном Бланком и Кени Липцин, 1905).
В последующие годы он также написал музыку к пьесам Гольдфадена «Бен-Ами, или сын моего народа» (Бен-Ами, одэр зун фун майн фолк, 1907), Латайнера «Еврейское сердце» (Дос идише hарц, 1908), Аншл Шора «Первая любовь» (Ди эрштэ либэ, 1909), поставленным в театре Thalia. Ряд песен и композиций, первоначально написанных для этих постановок, вскоре приобрели собственную жизнь, положив начало современной еврейской эстраде. Только с 1895 года на них стало распространяться авторское право (копирайт), тогда как многие сочинённые ранее песни распространялись свободно и превратились в народные ещё при жизни автора. Самой известной из сочинённых им песен стала «Хусн-калэ, мазлтов!» (Поздравляем молодожёнов) из оперетты «Цветок» (Блимэлэ), широко исполняемая по сей день. Могулеско и сам зачастую выступал с бенефисами и программами еврейских песен собственного сочинения на подмостках различных еврейских театров, быстро застроивших Вторую авеню.

Справа налево актёры Янкев Адлер, Зигмунд Файнман, Могулеско, Рудольф Маркс, Крастошинский и Дувид Кесслер

В середине 1890-х годов Файнман с Кесслером отделились и создали собственную труппу Thalia Theatre, Мойше Финкель основал National Theater, специально для которого привёз в Нью-Йорк знаменитого впоследствии Бориса Томашевского. В 1898 году Могулеско выступал в созданном Финкелем еврейском театре на Арч стрит в Филадельфии (The Arch Street Theater). Файнман, однако, продолжал писать как для собственной труппы, так и для Румынского оперного театра, где иногда играл вместе со своей женой актрисой Диной (Дайнэ) Файнман. После отделения, а затем и отъезда Файнманов в Лондон в 1906 году, Могулеско вынужденно начал писать оперетты для своей труппы сам. Так появились «Киндэр, киндэр» (Дети, дети, 1903), «Дос пэкэлэ» (Баул, 1904), «Ди шейнэ Мирьом» (Красавица Мария, 1906), «Блимэлэ» (Блюмочка, или цветок, 1909), «Хусн-калэ» (Молодожёны, 1909).

### Европейские гастроли
После продолжительных гастролей в Лондоне и Галиции, в июне 1906 года Могулеско с триумфом вернулся в Бухарест с новыми постановками пьес Шомера (Шайкевича) «Эмигрантн» (Эмигранты), Якова Гордина «Дэр умбакантэр» (Неизвестный), Корнблата «Екл-балтаксэ» (Фининспектор Екл) и «Дос гройсэ глик» (Большое счастье), Эрнеста Йоселовича «Голем». После многолетнего перерыва труппа вновь расположилась в «Жигнице», теперь именуемой «Театр Лейблиха».

### Последние годы
По возвращении в Нью-Йорк в 1908 году был режиссёром и играл в Thalia Theatre Кесслера («Еврейское сердце» — Дос идише hарц Латайнера с музыкой Могулеско, дебют — 9 октября 1909 года), в следующем году — в Национальном театре (National Theater, теперь — после трагической смерти Мойше Финкеля — под руководством уже знаменитого Бориса Томашевского, 1858—1939). Сыграл роль Тойвэ Авьойни — верного товарища еврейского эпикурейца I столетия н. э. Элише бен Абуйя в одноимённой пьесе Якова Гордина «Элиша, сын Абуйи», возрождённой Яковом Адлером в 1911 году. В эти годы Могулеско страдал раком горла и играть, а особенно петь, ему становилось всё труднее.

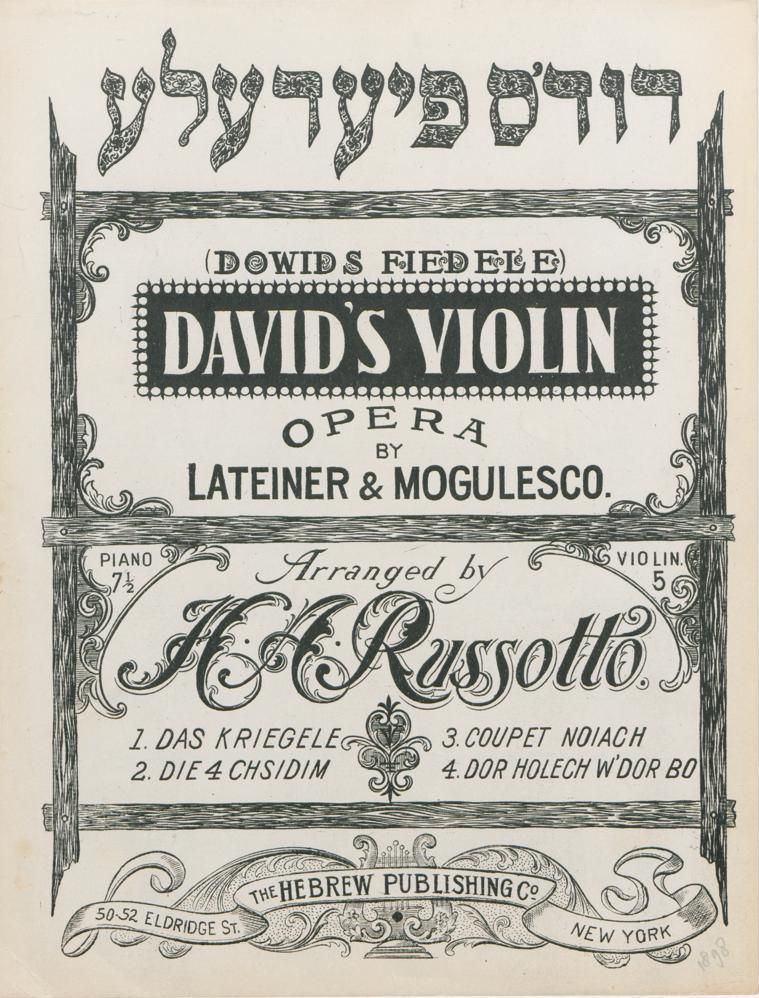
Партитура оперы Могулеско по пьесе И. Латайнера «Скрипка Давида», 1911

Могулеско умер в Нью-Йорке в 1914 году. Некролог, опубликованный в газете Нью-Йорк Таймс заканчивался словами: «Никогда ещё не приходилось видеть среди англоязычной публики столько сожаления о смерти еврейского актёра, целиком посвятившего жизнь своей профессии».

## Семья и прочее
- Сын З. Могулеско и актрисы Амалии Финкельштейн — Джулиус Могулеско (Julius Lawrence Mogulesko, 1883—1927) — тоже стал актёром еврейского театра, а впоследствии врачом-фтизиатром, биохимиком и бактериологом (после 1920 года под именем Julius L. Mortimer) в Денвере и Нью-Йорке. Дочери Могулеско — Бесси (Bessie Mogulesko, 1885—1968) и Элизабет (Лиза, Elizabeth Mogulesko, 1879—?) также выступали в театре[20]. Сын последней — инженер-изобретатель и химик Карл Фичандлер (Carl Fichandler), автор «The Dictionary of Science» (с Sol Holt, издательство MacFadden-Bartell, 1964).
- Зигмунд Могулеско послужил прототипом образа актёра Лео Рафалеско (Лейбла, сына голенештского богача Бени Рафаловича) в самом известном романе Шолом-Алейхема «Блуждающие звёзды» (Ди блонджендэ штэрн) из театральной жизни, написанном в 1909—1911 годах ещё при жизни артиста. Действие романа соответственно тоже начинается в Бессарабии (местечко Голенешты — теперь Олонешты) и оканчивается в Нью-Йоркe, охватывая всю театральную географию между ними. Упоминаются в романе и реальные пьесы из репертуара Могулеско, напр. «Брандэлэ-Козак», «Шмендрик», «Два Куни-Лемла», «Бар-Кохба» А. Гольдфадена, «Скрипка Давида» Латайнера, «Уриэль Акоста» К. Гуцкова (в переводе Осипа Лернера) и другие. По роману в 1991 году был поставлен одноимённый художественный фильм совместного российско-украинского производства (роль Рафалеско сыграл Валерий Смецкой). В более ранней картине, как и в использованном сценарии Исаака Бабеля (журнал «Кино-печать», Москва, 1926), основанного на образе Зигмунда Могулеско персонажа зовут Лёва Раткович.

## Публикации З. Могулеско

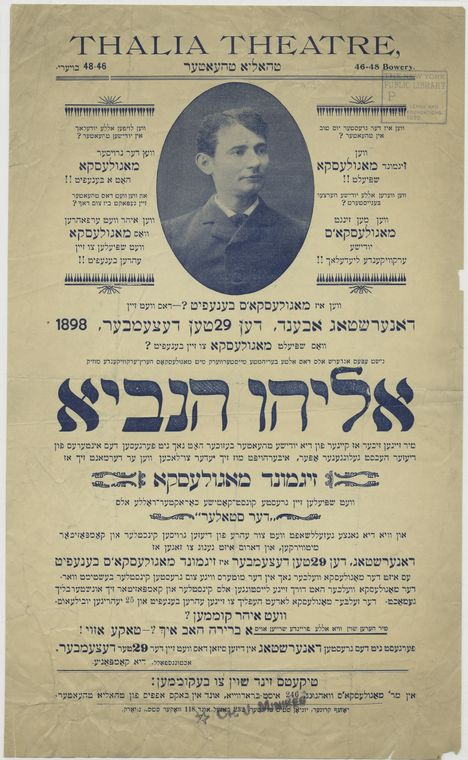
Афиша спектакля «Илия-пророк» (Эльюи-ануви) с Зейликом Могулеско в театре «Талия» 29 декабря 1898 года

- קופּלעטן און ייִדישע טעאַטער-לידער (Куплетн ун идише театэр-лидэр — куплеты и песни еврейского театра, с Н. М. Шайкевичем). Фейгензон ун Каценеленбоген: Нью-Йорк, 1888.
- קינדער, קינדער (Киндэр, киндэр — дети, дети, текст и ноты), Hebrew Publishing Co: Нью-Йорк, 1903 и 1913.
- חתן-כּלה מזל-טובֿ (Хосн-калэ мазлтов — поздравления молодожёнам, текст и ноты для фортепиано), Hebrew Publishing Co: Нью-Йорк, 1909.
- דאָס פּעקעלע (Дос пэкэлэ — баул, текст и ноты), Russota Book: Нью-Йорк, 1909.
- דודס פֿידעלע (Довидс фидэлэ — скрипка Давида, партитура оперы Могулеско по пьесе И. Латайнера), Hebrew Publishing Co: Нью-Йорк, 1911.
- דאָס קריגעלע (Дос кригэлэ — кружечка, текст и ноты), Russota Book: Нью-Йорк, 1911.

## Фотогалерея
- Фотопортрет группы артистов еврейского театра
- Фотогалерея, интервью и некролог Зейлика Могулеско в газете «Форвертс»
- Афиша трагедии «Отелло» в театре Виндзор с Я. Адлером в роли Отелло (изображён) и З. Могулеско в роли Дездемоны (sic!), 1890-е гг.
- Афиша спектакля «Ребе Шапсэ Койен» с З. Могулеско в роли неудачника, Леоном Бланком в роли князя Радзивилского и другими, 1890-е гг.
- «Праздничная неделя Могулеско» в театре Виндзор, анонс спектакля «Дон Карлос» по Шиллеру, 1890-е гг.
- Афиша спектакля «Дэр дибэк» с Могулеско, Файнманом и Кесслером в театре Талия 19 октября 1898 года
- Афиша спектакля «Рахиль» и других с З. Могулеско (изображён) в театре Талия 29 декабря 1898 года
- Афиша спектакля «Маскированная женщина» в театре Талия (среди менеджеров З. Могулеско), 26 января 1906 года
- «Титус ароше» в Standard Theatre (Лондон) (недоступная ссылка)